# Kei Uchiyama
Kei Uchiyama (内山 圭 Uchiyama Kei?), född 19 juli 1993 i Kanagawa prefektur, är en japansk fotbollsspelare.
Uchiyama började sin karriär 2016 i Tokyo Musashino City FC. Juli 2017 flyttade han till Roasso Kumamoto.